# Никола Стојиљковић
Никола Стојиљковић (Ниш, 17. август 1992) је српски фудбалер. Игра на позицији нападача.

## Каријера
Стојиљковић је у млађим категоријама наступао за ФК Филип Филиповић из Ниша. Одатле је отишао у млађе категорије ФК Партизан где се кратко задржао а следећа дестинација му је био ФК Рад.
За први тим  Рада је дебитовао са шеснаест година против Војводине 30. маја 2009. године. На 26 лигашких утакмица постигао је пет голова, пре него што је потписао за Чукарички у зимском прелазном року 2012/13. сезоне. Доласком на полусезони са 8 голова на 14 утакмица помогао је клубу да избори пласман у Суперлигу Србије.
У лето 2015. потписао је петогодишњи уговор са португалском Брагом. Након прве сезоне у којој је постигао 10 голова у првенству Португала и био важан део екипе која је бележила добре резултате и у УЕФА лиги Европе, у другој сезони се није наиграо, па су Португалци одлучили да га током летњег прелазног рока 2017. пошаљу на позајмицу у турски Кајзериспор. За турски клуб је током сезоне 2017/18. одиграо 13 првенствених утакмица и постигао два гола.
Дана 15. јуна 2018. године Брага га је проследила на једногодишњу позајмицу у Црвену звезду. Током првог дела сезоне 2018/19. у свим такмичењима је одиграо 15 утакмица на којима је постигао пет голова. Ипак доласком Боаћија и све бољим партијама Павкова, Стојиљковић губи место у тиму па је позајмица раскинута у јануару 2019. За други део сезоне 2018/19. Брага га поново позајмљује, овога пута у шпанску Мајорку где је забележио само четири наступа у Сегунди. У августу 2019. одлази на нову позајмицу, овога пута у португалску Боависту.
У августу 2020. је потписао двогодишњи уговор са новим португалским прволигашем Фаренсеом. У августу 2021. је договорио споразумни раскид уговора са Фаренсеом, након чега је прешао у пољског прволигаша Пјаст из Гљивица.
За сениорску репрезентацију Србије је дебитовао 23. марта 2016. у пријатељском мечу против Пољске (0:1) у Познању.

## Трофеји

### Чукарички
- Куп Србије (1): 2014/15.